# Vassända-Naglums socken
Vassända-Naglums socken i Västergötland ingick i Väne härad, uppgick 1945 i Vänersborgs stad och Trollhättans stad och området är sedan 1971 en del av Vänersborgs kommun, från 2016 inom Vänersborgs distrikt, och Trollhättans kommun, från 2016 inom Trollhättans distrikt.
Socknens areal var 107,64 kvadratkilometer varav 100,72 land.  År 1945 fanns här 4 438 invånare. Delar av tätorten Vänersborg: Öxnered och stadsdelarna och tidigare godsen Onsjö och Restad, orten Grunnebo med exercisplatsen Grunnebo hed samt sockenkyrkan Vassända-Naglums kyrka ligger i socknen.   

## Administrativ historik
Vassända-Naglums socken bildades genom kungligt brev av den 29 juli 1887 genom sammanläggning av Vassända socken (där den tidigare staden Brätte en gång legat) och Naglums socken. Då hade socknarna sedan kommunreformen 1862 haft en gemensam kommunförvaltning i Vassända-Naglums landskommun. År 1888 bildades Vassända-Naglums församling genom sammanslagning av Vassända församling och Naglums församling. Landskommunen upplöstes 1945, varvid den norra delen införlivades med Vänersborgs stad och den södra delen införlivades med Trollhättans stad, vilka 1971 ombildades till Vänersborgs kommun respektive Trollhättans kommun. Församlingen uppgick 1947 i motsvarande delar i Vänersborgs församling och Trollhättans församling.
Den 1 januari 2016 inrättades distrikten Trollhättan och Vänersborg, med samma omfattning som motsvarande församlingar hade 1999/2000, och vari detta sockenområde ingår.
Socknen har tillhört län, fögderier, tingslag och domsagor enligt vad som beskrivs i artikeln Väne härad. De indelta soldaterna tillhörde Västgöta-Dals regemente, Väne kompani.

## Geografi
Vassända-Naglums socken ligger närmast söder och väster om Vänersborg med Vassbotten i nordost, Öresjö i sydväst och Göta älv i öster. Socknen har odlingsbygd vid vattendragen och är i övrigt en kuperad skogsbygd.

## Fornlämningar
Flera boplatser från stenåldern är funna. Från bronsåldern finns gravrösen. Från järnåldern finns flera gravar.